# Complete Music Video Collection
Complete Music Video Collection är en video släppt av det amerikanska punkrockbandet The Offspring år 2005 och den släpptes både som DVD och UMD. Videon släpptes för att komplettera bandets då nyligen släppta skiva Greatest Hits och innehåller alla bandets musikvideor fram till år 2005. Förutom detta innehåller videon liveframträdande, intervjuer och kommentatorspår. Albumet blev även rankat som det andra bästa albumet överlag från 2005 på Sputnikmusic.

## Videoklipp

### Singlar
1. "Come Out and Play (Keep 'Em Separated)"
2. "Self Esteem"
3. "Gotta Get Away"
4. "All I Want"
5. "Gone Away"
6. "The Meaning of Life"
7. "I Choose"
8. "Pretty Fly (for a White Guy)"
9. "Why Don't You Get a Job?"
10. "The Kids Aren't Alright"
11. "She's Got Issues"
12. "Original Prankster"
13. "Want You Bad"
14. "Defy You"
15. "Hit That"
16. "(Can't Get My) Head Around You"
17. "Can't Repeat"

### Extra musikvideor
1. "Da Hui"

1. "Cool to Hate"

### Liveframträdanden

#### Uppträdande på House of Blues 1998
1. "Self Esteem"
2. "All I Want"
3. "Pretty Fly (for a White Guy)"
4. "Why Don't You Get a Job?"

#### MTV:sSmash to Splinter
1. "Long Way Home"
2. "Hit That"
3. "Gotta Get Away"
4. "The Worst Hangover Ever"
5. "Come Out and Play (Keep 'Em Separated)"
6. "(Can't Get My) Head Around You"
7. "The Kids Aren't Alright"

### Gömda videor
- En instrumentalisk marschbandsversion av "Hit That".
- En liveversion av låten "Get it Right" (från albumet Ignition), inspelad i London år 1993.
- Klippet "Garage Days" från en av bandets tidigare videor: Americana.

### Övrigt material
- "Making of 'Da Hui'" där Noodles talar om musikvideon till låten.
- En intervju mellan Dexter Holland och Guy Cohen (som spelar wiggern i musikvideorna till "Pretty Fly (for a White Guy)" och "Why Don't You Get a Job?").
- Bildgalleri till låtarna "The Kids Aren't Alright", "Pretty Fly (for a White Guy)" och "Gone Away".